# Robert Foxworth
Robert Foxworth (Houston, 1 de noviembre de 1941) es un actor estadounidense que alcanzó popularidad mundial con su papel de Chase Gioberti en la serie de televisión Falcon Crest.

## Biografía
Hijo de una escritora y de un contratista de obras, cursó estudios secundarios en el Lamar High School. Posteriormente decide dedicarse a la interpretación, primero en televisión, medio en el que se prodiga con asiduidad apareciendo en numerosos filmes rodados especialmente para la pequeña pantalla.
Debuta en el cine con El Estrangulador Invisible. Al año siguiente rueda Aeropuerto 77, una de las continuaciones de la famosa película de catástrofes, y en la que comparte reparto, entre otros, con mitos de Hollywood como Jack Lemmon, James Stewart y Olivia de Havilland. Un año más tarde, en 1978, rueda Damien: Omen II, continuación de la exitosa película de terror La profecía.
De vuelta a televisión, obtiene el papel que lo lanza a la fama: el del bondadoso y sufrido Chase Gioberti, sobrino de la malvada Angela Channing (Jane Wyman) en uno de los soap operas (culebrones) más populares de los años ochenta: Falcon Crest. Foxworth interpreta el personaje entre 1981 y 1987, momento en que decide abandonar la serie.
Con posterioridad se subió a los escenarios de Broadway para interpretar Candida (1993), de George Bernard Shaw e intervino en la serie Six Feet Under entre los años 2001 y 2003 en el papel de Bernard Chenowith.
Fue durante años compañero sentimental de Elizabeth Montgomery, protagonista de Embrujada, con la que finalmente contrajo matrimonio en 1993.

## Filmografía en el cine
- Transformers: la era de la extinción (2014)
- Syriana (2005)
- Orgullo y gloria (1993)
- Frente a frente (1990)
- Pedro y Pablo (1981)
- The Black Marble (1980)
- Profecía maldita (1979)
- La maldición de Damien (1978)
- Aeropuerto 77 (1977)
- El estrangulador invisible (1976)

- Datos: Q2063709
- Multimedia: Robert Foxworth / Q2063709